# Cap de Planes
El cap de Planes és un accident geogràfic de la costa, entre els municipis de Mont-ras i Palamós (Baix Empordà), situat al bell davant de les illes Formigues, a 800 metres. Al cap de Planes s'hi troba un escull. Al sud del cap s'hi forma una cala coneguda com la cala del cap de Planes.
Orientada al sud-est, la cala té una llargada de 180 metros i una amplada de 25. El seu difícil accés fa que el nivell d'ocupació a l'estiu sigui baix. Després de ser comprat per un multimilionari es van començar a fer moviments de terres i a talar arbres de manera descontrolada.
A finals de la dècada dels 70 s'hi va voler fer un port esportiu, que afectava també la veïna Cala del Crit, que finalmente va ser desestimat.